# بنویهر
بنویهر (به فرانسوی: Bennwihr) یک کمون در فرانسه است که در کایزرسبرگ واقع شده‌است. بنویهر ۶٫۵۹ کیلومتر مربع مساحت دارد.